# Turpinia subsessilifolia
Turpinia subsessilifolia är en pimpernötsväxtart som beskrevs av Cheng Yih Wu. Turpinia subsessilifolia ingår i släktet Turpinia och familjen pimpernötsväxter. Inga underarter finns listade i Catalogue of Life.